# Toc Toc
TOC TOC es una obra de teatro del dramaturgo francés Laurent Baffie, estrenada en 2005.

## Argumento
Seis pacientes que padecen TOC (trastorno obsesivo-compulsivo) aguardan en la sala de espera de la consulta la llegada del Dr. F. Palomero Quiroja, psicólogo clínico, por un vuelo retrasado. Lo que los obliga a soportar sus respectivas manías e intentan interactuar organizando una terapia de grupo.

## Representaciones destacadas
- Théâtre du Palais-Royal, París, 13 de diciembre de 2005. Estreno mundial.
  - Intérpretes: Bernard Dhéran (Fredéric), Daniel Russo (Vincent), Claire Maurier (Marie), Sophie Mounicot (Blanche), Marilou Berry (Lily), Yvon Martin (Bob), Marie Cuvelier (secretaria del doctor).

- Teatro Príncipe-Gran Vía, Madrid, 2009.[1] Versión en castellano creada por el dramaturgo Julián Quintanilla.[2] En cartel todavía once años después.
  - Versión española de: Julián Quintanilla
  - Dirección: Esteve Ferrer.
  - Intérpretes: Inge Martín, Sara Moros,  Javivi (sustituido tan solo dos semanas después por el propio Ferrer),[3] Daniel Muriel, Gracia Olayo, Ana María Barbany, Nicolás Dueñas. Los últimos cuatro, sustituidos posteriormente por Fran Sariego, África Gozalbes, Ana Frau y Miguel Foronda. No obstante Muriel regresó en la temporada 2014.

- Sala Multiteatro, Buenos Aires, 2011.[4]
  - Versión española de: Julián Quintanilla
  - Director: Lía Jelín.
  - Reparto: Mauricio Dayub, Daniel Casablanca, Gimena Riestra, Diego Gentile, Melina Petriella, María Fiorentino.

- Teatro Fernando Soler, Ciudad de México, 2012.
  - Versión española de: Julián Quintanilla
  - Director: Lía Jelín.
  - Reparto: Roberto Blandón, Anabel Ferreira, Héctor Sandarti, Cristina Obregón, Raúl Román, Lilia Navarro y Milena Pezzi.

- Club Capitol, Barcelona, 2012.Versión en catalán.
  - Director: Esteve Ferrer.
  - Adaptación: Jordi Galcerán.
  - Reparto: Santi Ibáñez, Pep Sais, Mercè Comes, Noel Olivé, Paula Blanco, Oscar Ramos, Anna Ullibarri.
- Teatro Libanés, Ciudad de México, 2019
  - Versión española de: Julián Quintanilla
  - Director: Lía Jelín.
  - Reparto: Ricardo Fastlicht, Omar Medina, Lola Cortés, Faisy, Mario Alberto Monroy, Silvia Mariscal, Pedro Prieto, Mauricio Galaz, Dari Romo, Sandra Quiroz.
- Centro Cultural San Ángel, Ciudad de México, 2023
  - Versión española de: Julián Quintanilla
  - Director: Lía Jelín.
  - Reparto: Pedro Prieto, Poncho Vera, Omar Medina, Leonardo Bono, Héctor Trejo, Alicia Paola, Raquel Garza, Lola Cortés, Majo Gutiérrez, Dari Romo, Cecilia Arias, Gloria Aura, Ulises de la Torre, Armando Hernández, Isa Amuchástegui y Sandra Quiroz.

La versión española de Julián Quintanilla se ha estrenado también en Perú, Venezuela, Panamá, Chile, Costa Rica, Uruguay, Paraguay y Miami, donde se hizo una versión multicultural que representó a la ciudad del Sol: La primera actriz Zully Montero, Maryorie De Sousa, Gabriel Porras, Carlos Mata, Marisol Correa, Karlos Anzalotta y Danly Arango, dirigidos por Manuel Mendoza. En Puerto Rico se presentó en el 2017, en las ciudades de San Juan (Bellas Artes), Ponce (Teatro La Perla) y Mayagüez (Teatro Yagüez). La producción contó con las actuaciones de René Monclova, Braulio Castillo hijo, Ángela Meyer, María Coral, Luis Omar O’Farrill, Marisol Calero y Magalí Carrasquillo. En República Dominicana se presentó en el 2015 y 2016, en la Ciudad de Santo Domingo (Sala Ravelo del Teatro Nacional Eduardo Brito). La producción contó con las actuaciones de Gianni Paulino, Orestes Amador, Exmín Carvajal, Francis Cruz, Lorena Oliva y Rafsil Mena; bajo la dirección de Germana Quintana y la producción de Atrévete, SRL.